# 荒木夫人
荒木夫人（日语：／ Araki Dashi，1558年—1580年1月2日），又名Dashi、驒詩，是日本戰國時代的一名女性，為攝津國有岡城主荒木村重之妻，雖然未知其是正室還是側室，按當時的資料則是村重的妻子中排行第一。

## 出自
按照《左京亮宗繼入道隆佐記》的記載，荒木夫人是石山本願寺家臣川那部氏之女。荒木村重最初是出仕於攝津池田城主池田勝正，並且迎娶與勝正同族的池田長正之女。天正7年（1579年），荒木夫人當時大約是21歲或24歲左右，與村重相比年少20年以上，因此繼室或側室的可能性較高。村重的長子荒木村次由於迎娶明智光秀之女，在年齡上不可能是荒木夫人之子，然而在有岡城陷落時年僅兩歲的岩佐又兵衛，年齡上可能是荒木夫人之子，實際上不明。
按照《左京亮宗繼入道隆佐記》的記載，荒木夫人被稱作Dashi（だし）是因為（在城的正門外安置她之故），另一種說法則是來自她的基督教洗禮名Daxi，換言之有些說法認為她是吉利支丹。

## 人物
天正6年（1578年），荒木夫人的丈夫村重背叛織田信長，導致有岡城之戰爆發。村重雖然奮力抵抗織田軍的攻擊，但是在天正7年（1579年）9月2日，村重最終逃出有岡城。11月19日，後來繼任指揮的荒木久左衛門決定開城，荒木夫人亦因此成為織田軍的俘虜。信長以保住荒木一族和有岡將士為條件，要求在尼崎城的村重開城投降，然而村重未有回應，並且繼續抵抗，而且對於尼崎呈守城狀態，久左衛門等降兵恐怕信長追究而迅速逃亡。對於村重及其家臣的行為，信長相當憤怒，派其甥津田信澄將荒木夫人等37名荒木一族護送至京都，在12月16日於六條河原處刑。
按《信長公記》和《左京亮宗繼入道隆佐記》的記載，荒木夫人均獲描述為一位美人，其中《左京亮宗繼入道隆佐記》還指她為當時的楊貴妃。按《信長公記》記載，荒木夫人從囚車下來後，束好腰帶、整理好頭髮、撥開衣袖，以從容的姿態將頭部伸出來。荒木夫人在《信長公記》的記載年齡是21歲，《左京亮宗繼入道隆佐記》中的記載則是24歲。由於，荒木夫人的兩名妹妹也是嫁給荒木家中之人，因此一同在六條河原被處刑。
在這之前3日的12月13日，在尼崎城外的七松，有人質122人被處以磔刑，並且有500多人被燒死，信長對於荒木一族及其家臣的憤怒，以大屠殺的形式表現出來。荒木夫人死後，村重仍然持續與信長對抗，然而在天正8年（1580年）3月乘船逃往毛利氏的領地，村重的叛亂亦就此平息。

## 媒體
- 《軍師官兵衛》（2014年NHK大河劇，演員：桐谷美玲）

### 註解
1. ↑  村重之子岩佐又兵衛逃亡至本願寺，並且獲他們保護。